# Bayswater (stanice metra v Londýně)
Bayswater je stanice metra v Londýně, otevřená roku 1868. Nachází se na dvou linkách :
- Circle Line a District Line (mezi stanicemi Notting Hill Gate a Paddington).

| Rok  | Počet cestujících |
| ---- | ----------------- |
| 2011 | 5,10 mil          |
| 2012 | 5,54 mil          |
| 2013 | 5,49 mil          |
| 2014 | 5,69 mil          |